# ディア・ゴースト
『ディア・ゴースト』は、2000年8月28日-9月29日にMBS製作、TBS系列「ドラマ30」枠で放送された昼ドラマ。

## あらすじ
若い夫婦が引っ越してきた古い家には、太平洋戦争で戦死した青年将校や東京大空襲で死んだ5人の子供の幽霊が住んでいた。
この作品は、夫婦と幽霊たちとの交流を描いた、不思議ではあるが、少し切ないストーリーである。

## キャスト
- 三枝胡桃、来宮白菊：菊池麻衣子
- 三枝悟：林泰文
- 時任中尉：猪野学
- 中井翼：窪田翔太
- 塩沢とき
- 尾藤イサオ
- 円城寺あや
- 篠田三郎

## スタッフ
- 原作・脚本：宮内婦貴子
- 演出：山本実 (演出家)

## 主題歌
- 勝山美穂「地球時間の中で」